# Степківська сільська рада (Уманський район)
Степківська сільська́ ра́да — адміністративно-територіальна одиниця та орган місцевого самоврядування в Уманському районі Черкаської області. Адміністративний центр — село Степківка.

## Загальні відомості
- Населення ради: 435 осіб (станом на 2001 рік)

## Населені пункти
Сільській раді підпорядковані населені пункти:
- с. Степківка

## Склад ради
Рада складається з 12 депутатів та голови.
- Голова ради: Гончаренко Людмила Олександрівна
- Секретар ради: Сорока Валентина Арсенівна

### Керівний склад попередніх скликань
| Прізвище, ім'я, по батькові      | Основні відомості                                                         | Дата обрання | Дата звільнення |
| -------------------------------- | ------------------------------------------------------------------------- | ------------ | --------------- |
| Гончаренко Людмила Олександрівна | Сільський голова, 1967 року народження, освіта вища, позапартійна         | 26.03.2006   | 31.10.2010      |
| Гончаренко Людмила Олександрівна | Сільський голова, 1967 року народження, освіта вища, член Партії регіонів | 31.10.2010   |                 |

Примітка: таблиця складена за даними сайту Верховної Ради України

### Депутати
За результатами місцевих виборів 2010 року депутатами ради стали:

#### За суб'єктами висування
| Суб'єкт висування | Кількість обраних депутатів | %  |
| ----------------- | --------------------------- | -- |
| Партія регіонів   | 6                           | 50 |
| Самовисування     | 6                           | 50 |

#### За округами
| № округу        | Прізвище, ім'я, по батькові   | Дата визнання обраним | Освіта             | Партійна приналежність | Відомості про обраного депутата                         |
| --------------- | ----------------------------- | --------------------- | ------------------ | ---------------------- | ------------------------------------------------------- |
| Партія регіонів |                               |                       |                    |                        |                                                         |
| 1               | Черній Вадим Олексійович      | 31.10.2010            | вища               | член Партії регіонів   | Собківський НВК, вчитель                                |
| 4               | Чміль Василь Віталійович      | 31.10.2010            | середня            | член Партії регіонів   | Уманське музичне училище, охоронець                     |
| 5               | Бурсак Валентина Миколаївна   | 31.10.2010            | середня            | позапартійна           | Собківська сільська рада, секретар                      |
| 7               | Драченко Валерій Вікторович   | 31.10.2010            | вища               | член Партії регіонів   | ПП «Стандарт», підприємець                              |
| 9               | Герасименко Іван Михайлович   | 31.10.2010            | середня            | член Партії регіонів   | Собківський НВК, слюсар — кочегар                       |
| 11              | Гонтаренко Наталія Ігорівна   | 31.10.2010            | середня            | позапартійна           | тимчасово не працює                                     |
| Самовисування   |                               |                       |                    |                        |                                                         |
| 2               | Абраменко Зінаїда Василівна   | 31.10.2010            | вища               | член Партії регіонів   | Собківський фельдшерсько-акушерський пункт, завідувачка |
| 3               | Вікторук Андрій Павлович      | 31.10.2010            | вища               | позапартійний          | Собківська сільська рада, соціальний працівник          |
| 6               | Кремінська Тетяна Михайлівна  | 31.10.2010            | середня            | позапартійна           | Собківський БК, тех. працівниця                         |
| 8               | Герасименко Марія Григорівна  | 31.10.2010            | середня            | позапартійна           | Собківська сільська рада, касир, прибиральниця          |
| 10              | Слободяник Людмила Михайлівна | 12.06.2011            | середня спеціальна | позапартійна           | ФП, с. Степківка, завідувачка                           |
| 12              | Силушин Сергій Миколайович    | 18.01.2015            | середня            | позапартійний          | СТОВ «Степ-2000», водій                                 |